# Streit um die israelisch-libanesische Seegrenze
Der Streit um die israelisch-libanesische Seegrenze war ein territorialer Streit zwischen dem Staat Israel und der Republik Libanon um die Gasfelder Qana und Karisch. Der Streit dauerte von 1948 bis 2022 und endete nach fast zweijährigen Verhandlungen.
Seit 1948 erhoben sowohl Israel als auch der Libanon Anspruch auf ein 330 Quadratmeilen großes Gebiet vor den Küsten beider Länder, das Erdgasvorkommen enthält, einschließlich der Gasreservoirs von Qana und Karish. Der Teil des Karisch-Gasfeldes, der sich auf unbestrittenem israelischen Territorium befand, begann 2017 mit der Erschließung für die Förderung, aber die Arbeiten wurden durch die COVID-19-Pandemie verzögert. Als die Arbeiten im Jahr 2020 wieder aufgenommen wurden, behauptete der Libanon, dass das gesamte Karisch-Feld zur ausschließlichen Wirtschaftszone des Landes gehöre. Israel wies diese Behauptungen zurück und nahm daraufhin Verhandlungen mit dem Libanon auf. Die Verhandlungen mit dem israelischen Energieminister gerieten schließlich ins Stocken. Yuval Steinitz nannte die Widersprüchlichkeit des Libanon bei der Abgrenzung der Seegrenze der beiden Nationen als Hauptfaktor und behauptete, der Libanon habe „seine Position (…) siebenmal geändert“. Der Libanon beanspruchte daraufhin offiziell ein zusätzliches Gebiet von 540 Quadratmeilen israelischen Territoriums, und die Verhandlungen wurden einige Zeit später wieder aufgenommen.
2022 inszenierte die libanesische islamistische militante Gruppe Hisbollah mehrere Drohnenangriffe auf die israelische Infrastruktur im Karish-Gasfeld, von denen keiner erfolgreich war. Im Oktober 2022 wurde ein von den Vereinigten Staaten vermitteltes Abkommen sowohl von Israel als auch vom Libanon akzeptiert, das beiden Nationen den Zugang zu den Gasfeldern ermöglichte und den Streit um die Seegrenzen formell beendete. Am 27. Oktober billigte die Regierung Israels das Abkommen zu einer gemeinsamen Seegrenze mit dem Libanon.

## Verhandlungen
Die Verhandlungen zur Festlegung der Seegrenze zwischen Israel und dem Libanon begannen am 14. Oktober 2020. Die erste Runde fand am UN-Stützpunkt im UNIFIL-Hauptquartier in der Stadt Naqura im Südlibanon statt. David Schenker, stellvertretender Staatssekretär für Angelegenheiten des Nahen Ostens, der zwischen den Parteien vermittelte, und Ján Kubiš, Sonderkoordinator der Vereinten Nationen für den Libanon, nahmen an der ersten Gesprächsrunde teil. Schenker äußerte auch die Hoffnung, dass dieser Schritt zu weiteren diplomatischen Schritten führe. In dieser Runde wurde Israel von Udi Adiri (Generaldirektor des Energieministeriums) vertreten, während der Libanon durch Brigadegeneral Bassam Yassine (stellvertretender Stabschef für Operationen der libanesischen Streitkräfte) vertreten wurde.

## Verschiebungen
Die Verhandlungen waren seitdem verschoben worden, da beide Länder in eine Pattsituation geraten waren. Der israelische Energieminister Yuval Steinitz hatte getwittert, dass „der Libanon seine Position zur Demarkation der Seegrenzen zu Israel siebenmal geändert hat“. Die Inkonsistenz der libanesischen Seeabgrenzung sei der Hauptgrund, warum diese Gespräche ins Stocken geraten seien. Der libanesische Präsident Michel Aoun wollte diese Verhandlungen fortsetzen und die israelisch-libanesische Seegrenze ordnungsgemäß abgrenzen.
Am 12. April 2021 unterzeichnete der geschäftsführende Minister für öffentliche Arbeiten und Verkehr, Michel Najjar, ein Dokument, das den Anspruch des Libanon auf 1.400 Quadratkilometer erweiterte.

## Vermittlung durch Amos Hochstein und Einigung
Im Oktober 2021 wurde Amos Hochstein zum neuen Vermittler der Vereinigten Staaten ernannt, und die Verhandlungen wurden im Januar 2022 wieder aufgenommen. Im Juni legte Hochstein der israelischen Regierung den Vorschlag des Libanon vor. Aber es kam zu Spannungen, nachdem eine Bohrplattform von Drohnen der Hisbollah beschossen wurde. Die israelischen Verteidigungsstreitkräfte konnten sie abfangen. Im September legte Hochstein einen Kompromissvorschlag vor, woraufhin alle Parteien sich in mehreren Punkten einigten. Während der Versammlung der Vereinten Nationen am 22. September betonte Nadschib Miqati seinen Optimismus hinsichtlich einer gegenseitigen Einigung. Hochstein und Brett McGurk (Nahost-Berater von US-Präsident Joe Biden) trafen sich nach der Versammlung getrennt mit den Parteien und erörterten den Abkommensentwurf. Ein weiteres Abkommen wurde am 1. Oktober vorgeschlagen, ursprünglich erstellt von den Vereinigten Staaten. Der Libanon reagierte Tage später und weigerte sich, dieses Geschäft anzuerkennen, da es um die Zahlung von Lizenzgebühren für das Gas innerhalb seiner Gebiete ging.
Am 11. Oktober 2022 gaben die Medien an, dass die beiden Länder eine Einigung erzielt hätten. Es wurde vereinbart, dass das Karisch-Gasfeld unter vollständiger israelischer Kontrolle stehen würde und das Qana-Gasfeld dem Libanon, wo das französische Energie- und Erdölunternehmen TotalEnergies die Geschäfte durchführen und gleichzeitig einige Lizenzgebühren an Israel zahlen wird. Diese Einigung wurde als historisches Abkommen zwischen zwei rivalisierenden Nationen angesehen. Die libanesische Regierung forderte das französische Unternehmen auf, unverzüglich mit der Gasexploration im Qana-Gasfeld zu beginnen.

## Reaktionen auf die Einigung

### Vereinigte Arabische Emirate
Der Minister für auswärtige Angelegenheiten und internationale Zusammenarbeit in den Vereinigten Arabischen Emiraten, Abdullah bin Zayid Al Nahyan, äußerte sich lobend über die Bemühungen um das Erreichen des Abkommens und dass dieser Schritt zur Stärkung der regionalen Stabilität beitragen würde.

### Vereinigtes Königreich
Der Botschafter des Vereinigten Königreichs, Hamish Cowell, sagte auf Twitter: „Ich freue mich, dass eine Einigung über die Seegrenze zwischen dem Libanon und Israel erzielt wurde…“

### Israel
Der israelische Premierminister Jair Lapid sagte in einer Erklärung: „Dies ist eine historische Errungenschaft, die die Sicherheit Israels stärken, Milliarden in die israelische Wirtschaft pumpen und die Stabilität unserer nördlichen Grenze gewährleisten wird.“

## Militärische Zwischenfälle
Am 29. Juni 2022 hatten israelische Streitkräfte eine Hisbollah-Drohne abgeschossen, die über dem Mittelmeer in der ausschließlichen Wirtschaftszone des Libanon flog.
Am 2. Juli 2022 schoss Israel drei Hisbollah-Drohnen aus dem Libanon ab, die auf das Karisch-Gasfeld zusteuerten. Eine wurde von einer F-16 abgeschossen, während die anderen beiden von der israelischen Marinekorvette INS Eilat abgeschossen wurden.